# كأس إنترتوتو 1991
كأس إنترتوتو 1991 هو الموسم 31 من كأس إنترتوتو. فاز فيه نادي أوربرو.